# Miktoniscus ohioensis
Miktoniscus ohioensis är en kräftdjursart som beskrevs av William B. Muchmore 1964. Miktoniscus ohioensis ingår i släktet Miktoniscus och familjen Trichoniscidae. Inga underarter finns listade i Catalogue of Life.